# Iglesia de la Magdalena (Guadix)
La iglesia de la Magdalena es una iglesia de Guadix, provincia de Granada, Andalucía, España, que Alberga el Archivo Diocesano de Guadix.

## Historia
Sobre una ermita convertida en parroquia, fue construida a mediados del siglo XVI por el albañil Ambrosio de Villegas y el carpintero Felipe Sánchez. Más tarde se le agregaron capillas laterales y la portada principal.

## Descripción
Es una típica iglesia mudéjar de planta de cajón, obra de encintado de ladrillos y cubiertas de madera con sencillas lacerías. En las capillas laterales se conservan restos de pinturas del siglo XVIII, de carácter popular.